# Modo Hockey
Modo Hockey je švedski hokejski klub iz Örnsköldsvika, ki je bil ustanovljen leta 1921 pod imenom Alfredshems IK. Z dvema naslovoma švedskega državnega prvaka je eden uspešnejših švedskih klubov. 

## Lovorike
- Švedska liga: 2 (1978/79, 2006/07)

## Upokojene številke
- 9 - Magnus Wernblom